# Ren Mingwei
Ren Mingwei (chinesisch 任明威, Pinyin Rèn Míngwēi; * 21. November 1999) ist ein chinesischer Eishockeytorwart, der zuletzt bei KRS Junior in der multinationalen Molodjoschnaja Chokkeinaja Liga unter Vertrag stand.

## Karriere
Ren Mingwei begann seine Karriere als Eishockeyspieler bei der Amateurmannschaft aus Harbin, für die er bereits als 15-Jähriger in der chinesischen Eishockeyliga spielte. 2017 wechselte er zu KRS Junior in die multinationale Molodjoschnaja Chokkeinaja Liga.

### International
Im Juniorenbereich nahm Ren mit China an den U18-Weltmeisterschaften 2015 und 2016, als er zum besten Torhüter des Turniers gewählt wurde, aber trotzdem den Abstieg verhindern konnte, in der Division II und 2017, als er mit der besten Fangquote und dem geringsten Gegentorschnitt maßgeblich zum sofortigen Wiederaufstieg des Teams aus dem Reich der Mitte beitrug, in der Division III, sowie an den U20-Weltmeisterschaften 2017 und 2018 in der Division III teil.
Für die chinesische Herren-Auswahl wurde er erstmals bei der Weltmeisterschaft 2017 in der Division II nominiert, kam aber zu keinem Einsatz.

## Erfolge und Auszeichnungen
- 2016 Bester Torhüter bei der U18-Weltmeisterschaft der Division II, Gruppe B
- 2017 Aufstieg in die Division II, Gruppe B, bei der U18-Weltmeisterschaft der Division III, Gruppe A
- 2017 Beste Fangquote und geringster Gegentorschnitt bei der U18-Weltmeisterschaft der Division III, Gruppe A
- 2017 Aufstieg in die Division II, Gruppe A, bei der Weltmeisterschaft der Division II, Gruppe B